# Pycnosiphorus costatus
Pycnosiphorus costatus es una especie de coleóptero de la familia Lucanidae.

## Distribución geográfica
Habita en Chile.